# Иейте, Семён Львович
Семён Львович Иейте (1879—1932) — городской глава Юзовки (1917), горный инженер.

## Жизнеописание
Родился в 1879 году. После окончания одной из минских гимназий поступил в 1898 году к Киевский университет. За участие в студенческом движении уже в следующем году был исключен из него.
В 1900 году поступает на обучение в Екатеринославское высшего горного училище.
Первое место работы — Белянские копи (расположенные вблизи села Белое Лутугинского района Луганской области). С 1905 года работает горным смотрителем на шахте «Иван» (рус. «Иванъ»), заложенной в 1868 — 1869 годах Иваном Иловайским. С 1909 года возглавляет горно-спасательную станцию Мариупольского горного округа, которая размещалась в поселке Рутченково (ныне входит в состав Донецка).
В конце февраля 1917 года принимал участие в ликвидации аварии на Корсунской копи № 1 в Горловке. Тогда на шахте в результате взрыва пыли и метана погибли 28 шахтеров и 5 спасателей. Среди погибших были директор шахты Вишневский, его помощник Косовский, главный инженер Свиртун, руководитель центральной горно-спасательной станции в Макеевке Николай Черницын.
В августе-сентябре 1917 года на первом заседании городской думы 73 гласных выбирают Семёна Иейте городским головой Юзовки. Однако, уже 13 декабря того же года городская дума избрала новым городским головой учителя братской школы Ивана Васильевича Бартагова, также эсера. Зато Семёна Иейте выдвигают кандидатом в губернский народный совет.
После отставки с должности городского головы Иейте возвращается к работе в горно-спасательной службе. С 1919 года заведовал химической лабораторией Макеевской центральной горно-спасательной станции; в течение 1922 — 1924 годов — школой инструкторов горноспасательного дела в Макеевке.
В 1927 году Макеевская центральная горно-спасательная станция была реорганизована в научно-исследовательский институт по безопасности горных работ и горноспасательного дела. Семен Ієйте создал при нем станцию горноспасательного дела", которую возглавлял до самой смерти в 1932 году; одновременно заведовал физико-химической лабораторией и преподавал в местном горном институте.

## Ссылка
- О первого мэра Донецка. Жизнь и смерть Семена Ієйте // «Историческая правда», 2 марта 2016.